# MC Hammer
MC Hammer, nome artístico de Stanley Kirk Burrell (Oakland, 30 de março de 1962), é um rapper norte-americano. Teve seu auge durante a década de 1980 e início da de 90. Foi conhecido por suas calças largas e coturnos, com as quais aparecia vestido no clipe de seu maior hit: U Can't Touch This. Em 1996, Hammer declarou falência. Anos depois, foi feito um reality show chamado 'MC Hammer & Friends', que mostrava a nova vida do artista, que virou pastor.

## Discografia

### Álbuns
| Informação do Álbum |
| --- |
| Feel My Power - Gravado em: 1987 - Singles:varias mulheres |
| Let's Get It Started - Gravado em: 28 de setembro de 1988 - Singles: "Intro: Turn This Mutha Out", "Pump It Up", "They Put Me In The Mix"                              |
| Please Hammer Don't Hurt 'Em - Gravado em: 13 de março de 1990 - Singles: "U Can't Touch This", "Dancin Machine", "Have You Seen Her?", "Pray", "Here Come the Hammer" |
| Too Legit to Quit - Gravado em: 29 de outubro de 1991 - Singles: "Too Legit to Quit", "Do Not Pass Me By", "This is the Way We Roll"                                   |
| The Funky Headhunter - Gravado em: 1º de março de 1994 - Singles: "Pumps and a Bump", "Don't Stop", "It's All Good"                                                    |
| Inside Out - Gravado em: 9 de dezembro de 1995 - Singles: "Sultry Funk", Goin' Up Yonder"                                                                              |
| Family Affair - Gravado em: 1998 - Singles: |
| Active Duty - Gravado em: 2001 - Singles: "No Stoppin' Us", "Pop Yo Collar"                                                                                            |
| Full Blast - Gravado em: 2003 - Singles: |
| Look Look Look - Gravado em: 2006 - Singles: "Look 3X", "Get 2 No U"                                                                                                   |